# Bagheera kiplingii
Bagheera kiplingii är en spindelart som beskrevs av George William Peckham och Elizabeth Maria Gifford Peckham 1896. Bagheera kiplingii ingår i släktet Bagheera och familjen hoppspindlar. Inga underarter finns listade.